# Джонсон, Тони (боец)
Э́нтони Джо́нсон мла́дший (англ. Anthony Johnson Jr.; 6 февраля 1986, Киллин) — американский боец смешанного стиля (MMA), представитель тяжёлой весовой категории. Выступает на профессиональном уровне начиная с 2008 года, известен по участию в турнирах таких бойцовских организаций как Bellator MMA, KOTC, ONE Championship, Fight Nights, владел титулом чемпиона KOTC в тяжёлом весе (2010). Бывший чемпион лиги ACA в тяжëлом весе.

## Биография
Тони Джонсон родился 6 февраля 1986 года в городе Киллин, штат Техас.
Дебютировал в смешанных единоборствах в ноябре 2008 года, победив техническим нокаутом своего соотечественника Кенни Гарнера. Одержав три победы подряд, присоединился к калифорнийской организации King of the Cage и сразу же удостоился права оспорить титул чемпиона в тяжёлой весовой категории — в марте 2010 года отобрал пояс у действующего чемпиона Тони Лопеса, не проигрывавшего никому в течение последних шестнадцати поединков (выиграл у него единогласным решением судей).
Тем не менее, Джонсон оставался чемпионом не долго, спустя несколько месяцев при первой же защите он лишился своего титула, потерпев первое в профессиональной карьере поражение — в первом раунде удушающим приёмом сзади от знаменитого Дэниела Кормье, будущего чемпиона крупнейшего мирового промоушена UFC. В конце того же года провёл в KOTC ещё один поединок, выиграв единогласным судейским решением.
В 2011 году подписал контракт с крупной американской организацией Bellator MMA и дебютировал здесь с победы решением над Дерриком Льюисом, будущим ветераном UFC. Несмотря на победу, дальнейшую карьеру Джонсон связал с азиатским промоушеном ONE Championship, где в 2013 году провёл два поединка: сначала техническим нокаутом победил Тима Сильвию (из-за пропущенного удара локтем в третьем раунде у Сильвии открылось сильное кровотечение, и присутствующий на турнире врач вынужден был остановить бой), затем раздельным решением судей проиграл Крису Локтеффу.
После победы в малоизвестной организации V3 Fights в 2015 году Тони Джонсон вернулся в Bellator и раздельным решением судей выиграл у россиянина Александра Волкова, бывшего чемпиона организации. В январе 2016 года отметился победой техническим нокаутом над известным боксёром и бойцом ММА Рафаэлем Батлером.
В 2017 году провел два боя в рамках промоушена Fight Nights Global. 2 июня победил техническим нокаутом Багу Агаева. А 16 декабря проиграл техническим нокаутом Виталию Минакову.
18 августа 2018 года провёл поединок с Александром Емельяненко в WFCA на 50-м турнире организации. По окончании трёхраундового противостояния судьи присудили ничью.
В 2019 году Тони Джонсон боролся за титул чемпиона ACA против Евгения Гончарова. Бой, состоявшийся 8 июня на ACA 96 в Лодзи, из-за случайного тычка в глаз со стороны Евгения был признан несостоявшимся. Повторный поединок прошёл в Краснодаре 31 августа на следующем турнире — ACA 97. По итогу боя победа единогласным решением судей была присуждена Гончарову.

## Таблица выступлений
| Боёв 25         | Побед 16 | Поражений 7 |
| --------------- | -------- | ----------- |
| Нокаутом        | 9        | 3           |
| Сдачей          | 1        | 1           |
| Решением        | 6        | 3           |
| Ничьи           | 1        | 1           |
| Не состоявшихся | 1        | 1           |

| Результат    | Рекорд     | Соперник              | Способ                       | Турнир                                    | Дата             | Раунд | Время | Место                   | Примечание                                   |
| ------------ | ---------- | --------------------- | ---------------------------- | ----------------------------------------- | ---------------- | ----- | ----- | ----------------------- | -------------------------------------------- |
| Поражение    | 16-7-1 (1) | Евгений Гончаров      | Нокаутом (удар)              | ACA 145: Абдулаев - Слипенко              | 23 сентября 2022 | 1     | 4:37  | Санкт-Петербург, Россия |                                              |
| Поражение    | 16-6-1 (1) | Салимгерей Расулов    | Техническим нокаутом (удары) | ACA 138: Вагаев - Гаджидаудов             | 26 марта 2022    | 1     | 1:40  | Грозный, Россия         | Уступил титул чемпиона ACA в тяжёлом весе.   |
| Победа       | 16-5-1 (1) | Мухомад Вахаев        | Техническим нокаутом (удары) | ACA 132: Джонсон - Вахаев                 | 19 ноября 2021   | 1     | 4:23  | Минск, Белоруссия       | Защита титула чемпиона ACA в тяжёлом весе.   |
| Победа       | 15-5-1 (1) | Дмитрий Побережец     | ТКО (удары)                  | ACA 122: Джонсон - Побережец              | 23 апреля 2021   | 3     | 4:05  | Минск, Белоруссия       | Защита титула чемпиона ACA в тяжёлом весе.   |
| Победа       | 14-5-1 (1) | Данель Омеляньчук     | Нокаут (удар рукой)          | ACA 114                                   | 26 ноября 2020   | 1     | 1:09  | Лодзь, Польша           | Бой за титул чемпиона ACA в тяжёлом весе.    |
| Поражение    | 13-5-1 (1) | Евгений Гончаров      | Единогласное решение         | ACA 97                                    | 31 августа 2019  | 5     | 5:00  | Краснодар, Россия       | Бой за титул чемпиона ACA в тяжёлом весе.    |
| Не состоялся | 13-4-1 (1) | Евгений Гончаров      | NC (тычок в глаз)            | ACA 96                                    | 8 июня 2019      | 3     | 0:50  | Лодзь, Польша           | Бой за титул чемпиона ACA в тяжёлом весе.    |
| Победа       | 13-4-1     | Денис Смолдарев       | Сдача («треугольник» руками) | ACA 92                                    | 16 февраля 2019  | 1     | 2:42  | Варшава, Польша         |                                              |
| Победа       | 12-4-1     | Ди Джей Линдерман     | Единогласное решение         | Final Fight Championship 34               | 16 ноября 2018   | 3     | 5:00  | Лас-Вегас, США          |                                              |
| Ничья        | 11-4-1     | Александр Емельяненко | Решение большинства          | WFCA 50                                   | 18 августа 2018  | 3     | 5:00  | Москва, Россия          |                                              |
| Поражение    | 11-4       | Виталий Минаков       | TKO (удары)                  | Fight Nights Global 82                    | 16 декабря 2017  | 2     | 0:38  | Москва, Россия          |                                              |
| Победа       | 11-3       | Бага Агаев            | TKO (удары руками)           | Fight Nights Global 68                    | 2 июня 2017      | 1     | 1:20  | Санкт-Петербург, Россия |                                              |
| Поражение    | 10-3       | Чейк Конго            | Решение большинства          | Bellator 161                              | 16 сентября 2016 | 3     | 5:00  | Сидар-Парк, США         |                                              |
| Победа       | 10-2       | Рафаэль Батлер        | TKO (удары руками)           | Bellator 148                              | 29 января 2016   | 3     | 4:24  | Фресно, США             |                                              |
| Победа       | 9-2        | Александр Волков      | Раздельное решение           | Bellator 136                              | 10 апреля 2015   | 3     | 5:00  | Ирвайн, США             |                                              |
| Победа       | 8-2        | Роберт Нил            | TKO (удары локтями)          | V3 Fights: Neal vs. Johnson               | 22 ноября 2014   | 1     | 1:21  | Нашвилл, США            |                                              |
| Поражение    | 7-2        | Крис Локтефф          | Раздельное решение           | ONE Fighting Championship: Warrior Spirit | 15 ноября 2013   | 3     | 5:00  | Куала-Лумпур, Малайзия  |                                              |
| Победа       | 7-1        | Тим Сильвия           | TKO (остановлен врачом)      | ONE Fighting Championship: Rise to Power  | 31 мая 2013      | 3     | 3:25  | Пасай, Филиппины        | Бой в промежуточном весе (271 lbs).          |
| Победа       | 6-1        | Деррик Льюис          | Единогласное решение         | Bellator 46                               | 25 июня 2011     | 3     | 5:00  | Холливуд, США           |                                              |
| Победа       | 5-1        | Бобан Симич           | Единогласное решение         | KOTC: Infusion                            | 13 ноября 2010   | 3     | 5:00  | Лас-Вегас, США          |                                              |
| Поражение    | 4-1        | Дэниел Кормье         | Сдача (удушение сзади)       | KOTC: Imminent Danger                     | 13 августа 2010  | 1     | 2:27  | Мескалеро, США          | Лишился титула чемпиона KOTC в тяжёлом весе. |
| Победа       | 4-0        | Тони Лопес            | Единогласное решение         | KOTC: Legacy                              | 26 марта 2010    | 5     | 5:00  | Рино, США               | Выиграл титул чемпиона KOTC в тяжёлом весе.  |
| Победа       | 3-0        | Седрик Джеймс         | TKO (удары руками)           | G-Force Fights: Bad Blood 2               | 26 сентября 2009 | 1     | 1:44  | Корал-Гейблс, США       |                                              |
| Победа       | 2-0        | Стивен Бэнкс          | Единогласное решение         | BGONA: Warriors of the Ring               | 22 августа 2009  | 3     | 5:00  | Гринсборо, США          |                                              |
| Победа       | 1-0        | Кенни Гарнер          | TKO (удары руками)           | G-Force Fights: Bad Blood 1               | 6 ноября 2008    | 2     | 3:50  | Майами, США             |                                              |